# 나도 모르게
"나도 모르게"(Out Of My Intention)는 한국에서 제작된 유지태 감독의 2008년 드라마, 멜로/로맨스, 판타지 영화이다. 이대연 등이 주연으로 출연하였다.

## 출연

### 주연
- 이대연
- 조안
- 이중문

## 기타
- 프로듀서: 천동오
- 조명: 이성재
- 조연출: 최영주
- 동시녹음: 김영문
- 사운드: 홍예영
- 미술: 이요한
- 분장: 김현희
- 의상: 장준희
- 의상: 장준희
- 시각효과부문: 정성진